# カナダ規格協会
カナダ規格協会（カナダきかくきょうかい、英: Canadian Standards Association、以下CSA）とは、CSA規格とも呼ばれ、カナダにおける電気製品・医療機器・機械・器具など対する安全規格である。これら電気製品の安全性に関する規制は、カナダ全10州と2準州で州法により、電源に接続して使用する電気機械・器具は、種類や数量に無関係に電気安全性について、このCSA規格の安全規格に適合した製品であることを要求している。そのためカナダにおいて使用される電気製品には必須の規格である。CSA規格を取得している製品は、アメリカ保険業者安全試験所（Underwriters Laboratories Inc.、以下UL）とカナダのCSAが、MRA（Mutual Recognition Agreement）を締結により、相互承認協定により認証されアメリカ合衆国ではULと同等の位置付けとなる。 日本では電気用品安全法のPSEマークの様な位置付けになる。

## 歴史
CSAは1919年にカナダ工学規格協会（Canadian Engineering Standards Association、CESA）として設立され、1944年に現在の名称に改名された。オンタリオ州トロントに本部があり、バンクーバー、エドモントン、モントリオールとアメリカ合衆国内に事業所、香港、日本、中国、インドに事務所をかまえている。外部組織として1984年にISO9000シリーズなどの品質・環境マネージメントの評価・登録業務のためにQMI（Quality Management Institute、品質管理協会）を設置、ガス関係規格の開発とガス関係機器の試験・認証業務を担当する事業所IAS（International Approval Service,Inc. 国際認可サービス）を設置した。
2012年にCSAグループが設立され、カナダ規格協会はその一部門になった。なお、かつては規格協会のフランス語名(Association canadienne de normalisation)からACNORという略称もあったが、現在この名前は使われていない。

## 対象

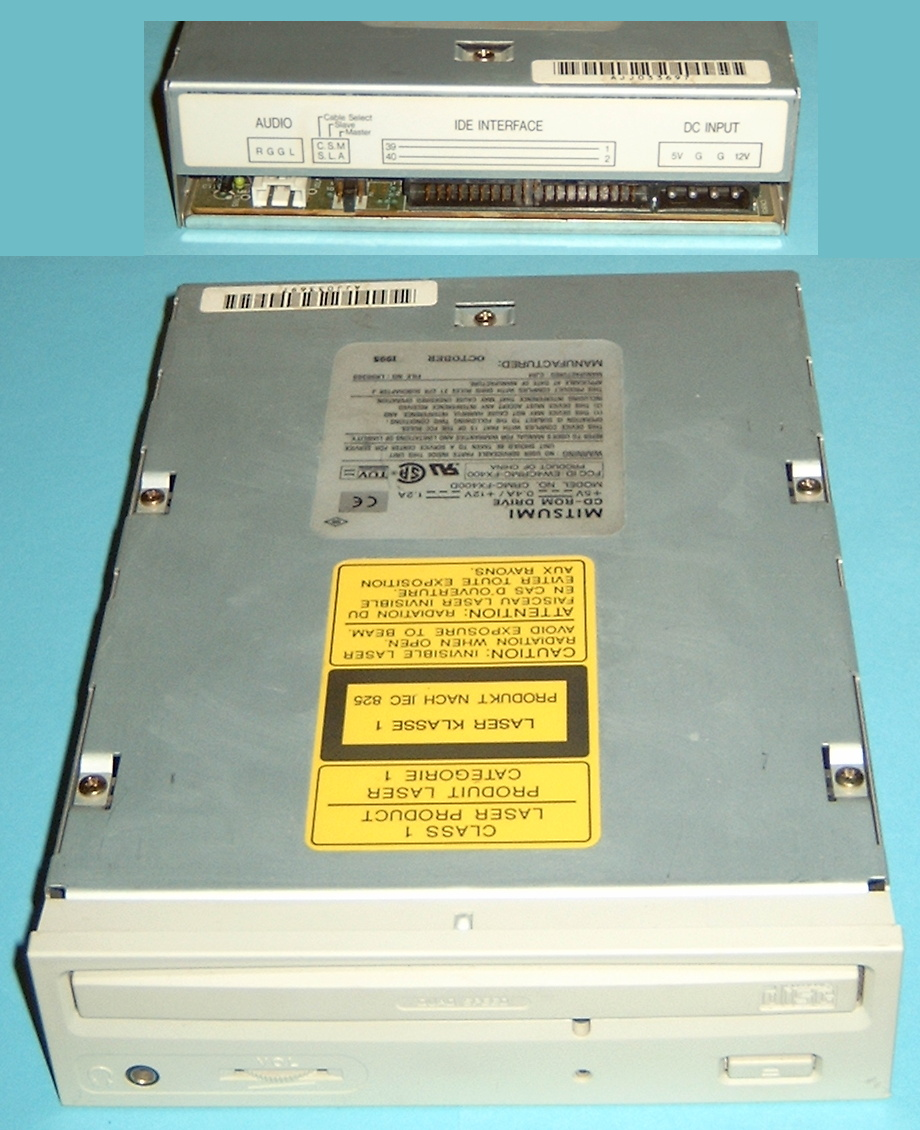
逆さまで判読しにくいが、中央ラベルにある「CSA」と「UL」のマーク

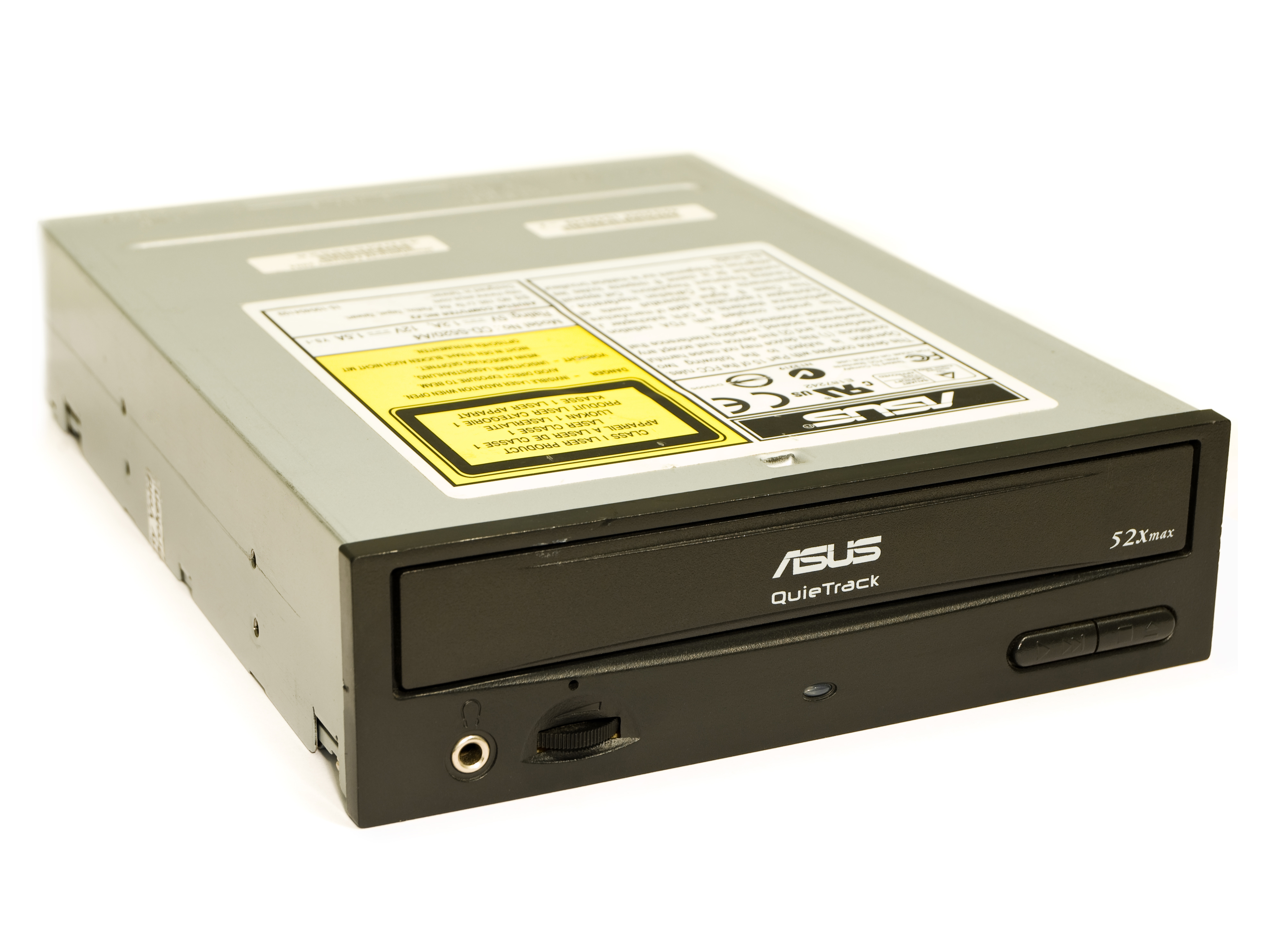
逆さまで判読しにくいが、中央ラベルにある「cULus」のマーク

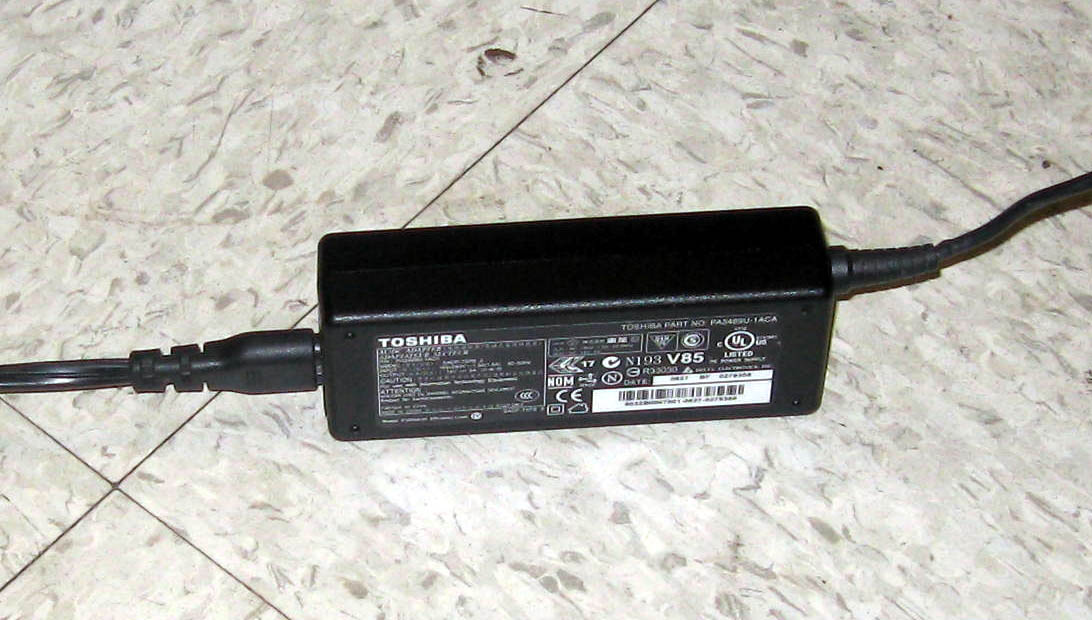
ラベル右上にある「cULus」のマーク

### CSAマーク
CSA認証を受けた製品については、それを示すCSAマークの使用が認められる。具体的には、製品本体、包装、広告やカタログ･パンフレットまたはホームページでの掲示など販売促進資料上に表記･印刷できる。

### cULマーク
ULにてカナダ向けに安全性の認証を受けた製品については、CSAとULとのMRA相互認証によりCSA認証と同等に認証され、それを示すcULマークの使用が認められ、カナダではCSA規格と同等に扱われる。具体的には、製品本体、包装、広告やカタログ･パンフレットまたはホームページでの掲示など販売促進資料上に表記･印刷できる。

### cULusマーク
ULにてカナダ向けとアメリカ向け両方の安全性の認証を受けた製品については、CSAとULとのMRA相互認証によりCSA認証と同等に認証され、それを示すcULusマークの使用が認められ、カナダではCSA規格と同等に扱われる。具体的には、製品本体、包装、広告やカタログ･パンフレットまたはホームページでの掲示など販売促進資料上に表記･印刷できる。